# Matt Helders

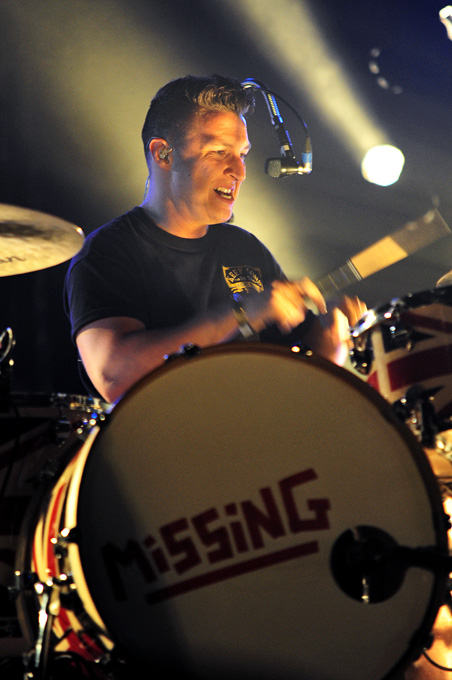
Matt Helders (2012)

Matthew Helders (* 7. Mai 1986 in Sheffield) ist Schlagzeuger der britischen Indie-Rock-Band Arctic Monkeys und spielt zurzeit auf dem Schlagzeug für Mongrel. Außerdem übernimmt er für die meisten Songs den Background-Gesang.

## Bei den Arctic Monkeys
Die Band Arctic Monkeys wurde 2002 in High Green, einem Stadtteil von Sheffield, von den Schulfreunden Helders, Alex Turner,  Glyn Jones, Jamie Cook und Andy Nicholson gegründet. Dabei hatten Turner und Cook, die Nachbarn waren, erst 2001 jeweils von ihren Eltern Gitarren zu Weihnachten bekommen. Das Spielen der Instrumente brachten sie sich dabei selbst bei. 
In einem Interview gestand Helders, dass das Schlagzeug das einzige Instrument war, das übrig blieb. Da jeder von ihnen bereits Gitarren hatte, kaufte er sich ein Schlagzeug. Als Einflüsse nannte er Rap-Musik, die die Mitglieder vor allem während ihrer Schulzeit gerne hörten und vor allem Queens of the Stone Age als Haupteinfluss auf sein Schlagzeugspiel. Außerdem nannte er einen Grund, weshalb sie ihre Lieder hauptsächlich in ihrem Yorkshire-Akzent singen. „Es kommt etwas seltsam rüber, wenn man zwischen den Songs in seinem normalen englischen Akzent redet und dann während des Lieds singt, als würde man aus Kalifornien stammen.“ Aufgrund mehrerer Fotos und Videos ist bekannt, dass Helders ebenso Gitarre spielen kann.
Anders als andere Mitglieder der Band hat er sich dafür entschieden, weiterhin in seiner Heimatstadt Sheffield zu leben. Je mehr er herumkommen würde, desto mehr würde er Sheffield mögen. Außerdem gibt er an, dass Sheffield weiterhin als Inspiration für viele ihrer Texte gilt. Des Weiteren erzählt Helders, dass es ihm, wenn er alleine unterwegs ist kaum vorkommt, erkannt zu werden. Das würde ihm nur geschehen, wenn er zusammen mit den anderen Bandmitgliedern ausgehen würde. Außerdem meint er, dass er und Jamie Cook, Gitarrist der Band, nie nach London ziehen würden.

## Außerhalb der Arctic Monkeys
Außerhalb der Arctic Monkeys beschäftigt sich Helders mit Remixen von Songs wie z. B. die vierte Single der Band The Hives We Rule the World (T.H.E.H.I.V.E.S) und spielt z. B. beim neuen Album der Band The Prodigy auf dem Schlagzeug. Außerdem arbeitet er gelegentlich mit der US-amerikanischen Band We Are Scientists zusammen und hat es so auf eine B-Seite ihrer Single Chick Lit geschafft. Privat ist er ein Anhänger der 2013 gegründeten Garagenrock-Band Royal Blood, von der er am Glastonbury Festival ein T-Shirt trug, noch bevor die Band den ersten Song veröffentlicht hatte.
Im August 2008 hat Helders eine Compilation CD der Late Night Tale Remix-Series mit dem Namen Late Night Tales: Matt Helders rausgebracht, die zusätzlich einen gesprochenen Beitrag seines Band-Kameraden Alex Turner beinhaltet.
Auf dem Album Post Pop Depression von Iggy Pop hat Helders 2016 die Drums gespielt.
Seit 2011 ist er in einer Beziehung mit dem US-amerikanischen Model Breana McDow. Das Paar heiratete im Juni 2016 und hat eine Tochter.

## Solo Diskographie
Alben
- 2008: Late Night Tales: Matt Helders

Singles
- 2008: Dreamer

Remixe
- 2008: The Hives – We Rule The World (T.H.E.H.I.V.E.S.)
- 2008: We Are Scientists – Chick Lit
- 2008: Roots Manuva – Again & Again
- 2008: Duran Duran – Skin Divers
- 2009: Yo Majesty – Club Action

## Modekollektion
Im Mai 2007 hat Helders seine eigene Kollektion beim Modelabel „Supreme Being“ veröffentlicht, die eine Jacke, ein Hoody und drei T-Shirts beinhaltet. Als Beigabe erhielten die Kleider eine CD mit Remixes von verschiedenen Liedern der Arctic Monkeys von Matt Helders. Ein Pfund sollte dabei an das „Arthur Rank Hospice“ gehen.

## Ausstattung
- Premier Percussion Gen-X Series: Arctic White 24″×18″ Bass Drum, 16″×16″ Floor Tom, 13″×8″ Rack Tom, Ludwig Vistalight 14″×4.5″ Snare
- Pearl Drums 2000 Series: X2 Snare Stand
- Drum Workshop 9000 Hardware: Kick drum pedal, 9500 Hi Hat stand, X2 9710 Straight Cymbal Stand
- Evans Drumheads: Snare Evans EC Coated, EC2 Clear Toms, EMAD2 Kick Drum
- Zildjian: 14″ Avedis Mastersounds Hi-Hats, 18″ A Custom Fast Crash, 20″ A Series Crash Ride